# Детлев Рантцау
Детлев Рантцау (на немски: Detlev Rantzau; * 10 август 1577 в Путлос, Източен Холщайн; † 19 март 1639 в Драге в Щайнбург, в Итцехое) е благородник от Рантцау в Южен Шлезвиг-Холщайн, господар на Панкер-Клампе, датски съветник на херцогството Холщайн и „амт-ман“ на замък Щайнбург (в Зюдерау) и Сюдердитмаршен.
Той е вторият син на Хайнрих фон Рантцау (* 30 март 1548; † 17 май 1615), господар на Панкер, Клампе и Путлос, и съпругата му Бенедикта фон Бухвалд (* 1552), дъщеря на Дитлев Бухвалд, господар на Вензин († 1569) и Доротея фон дер Виш († сл. 1604).
Брат е на Йоаким Рантцау, господар на Путлос (* 6 август 1576; † 6 декември 1652) и на Анна фон Рантцау-Пудлос (* 21 август 1581; † 5 август 1646), омъжена февруари 1604 г. за Ханс фон Рантцау-Залцау-Расторт (* 1567; †  19 юни 1647). 
На 3 ноември 1616 г. Детлев Рантцау получава „ордена Елефантен“. Той умира на 61 години на 19 март 1639 г.

## Фамилия
Детлев Рантцау се жени на 27 февруари 1614 г. за наследничката Доротея фон Алефелд (* 4 август 1586, Хайлигенщетен; † 23 януари 1647, Драге), вдовица на Марквард Рантцау († 11 януари 1613, Хаселбург), единствена дъщеря на Балтазар фон Алефелд (1559 – 1626) и Маргарета фон Рантцау (1568 – 1629), дъщеря на Хайнрих Рантцау (1526 – 1598), датски щатхалтер в Шлезвиг-Холщайн, и Кристина фон Хале (1533 – 1603). Те имат децата:
- Доротея фон Рантцау (* 29 януари/8 февруари 1619, Щайнбург; † 9 април/5 ноември 1662, Фленсбург), омъжена на 31 юли/10 август 1636 г. в Итцехое за втория си братовчед дипломата имперски граф Кристиан фон Рантцау (1614 – 1663)
- Кристина Рантцау (* ок. 1615; † 1665), омъжена за Бертрам Ревентлов (1611 – 1666)[3]

Заедно с дъщерите му в дома му растат децата на офицера Клаус фон Холстен († 1643), между тях Адолф Ханс фон Холстен (1630 – 1694) и Хиронимус Кристиан фон Холстен (1639 – 1692).